# كلية الزراعة والطب البيطري (جامعة النجاح الوطنية)
كُلية الطب البيطري والهندسة الزراعية في جامعة النجاح الوطنية، وتقع في مدينة طولكرم بالضفة الغربية، وهي واحدة من كُليات فلسطين، وهي كُلية البيطرة الأولى في فلسطين في الضفة الغربية.

## التاريخ
اُفتتحت «كُلية الزراعة» بجامعة النجاح في مدينة طولكرم عام 1996، وذلك بجوار جامعة فلسطين التقنية خضوري، وضمن أراضي حرم جامعة خضوري. ويقع حرم كُلية الزراعة على قطعة أرض مساحتها حوالي 115 دونمًا، ويبعد الموقع حوالي 14 كم عن البحر الأبيض المتوسط. وفي عام 2000 أنشئت كُلية جديدة أخرى بجوارها وهي «كُلية الطب البيطري».
في عام 2013 جرى دمج كُلية الزراعة وكُلية الطب البيطري في كُلية واحدة باسم «كُلية الزراعة والطب البيطري». وفي عام 2025 تم تعديل اسم الكُلية لِتُصبح «كلية الطب البيطري والهندسة الزراعية».
ويشتمل حرم كُلية كلية الطب البيطري والهندسة الزراعية على مبنى خضوري التاريخي القديم والذي تم إنشاؤه عام 1930.

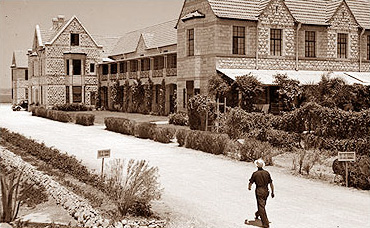
صورة قديمة لمبنى خضوري التاريخي
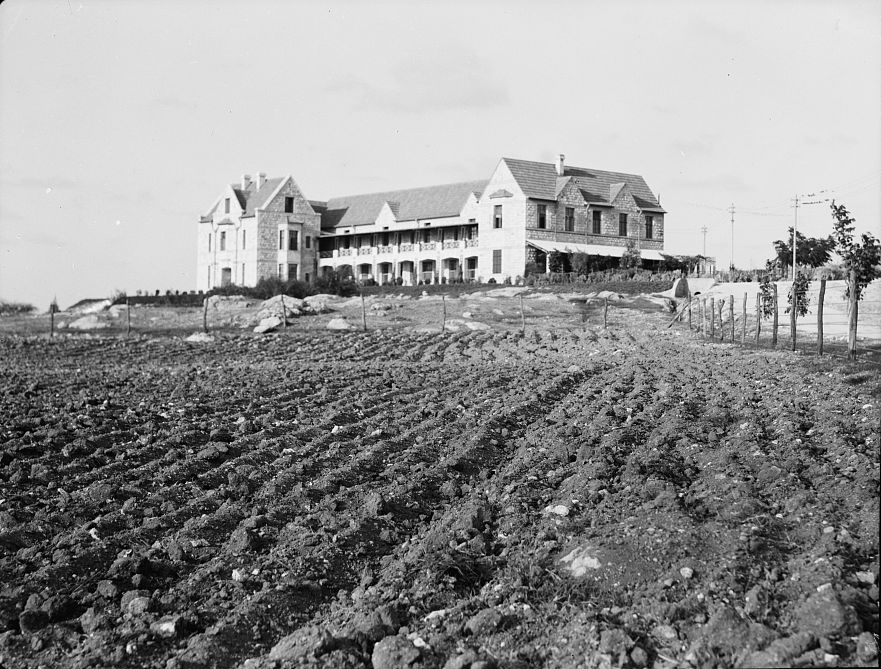
مبنى خضوري قديمًا من زاوية أخرى

## التخصصات

### تخصصات دائرة الزراعة
- بكالوريوس «الهندسة الزراعية».[6]
- بكالوريوس «الإنتاج النباتي والوقاية».[7]
- بكالوريوس «الإنتاج الحيواني وصحة الحيوان».[6][7]
- بكالوريوس «التغذية والتصنيع الغذائي».[6][7]
- ماجستير «الإنتاج النباتي».[7]
- ماجستير «الإنتاج الحيواني».[7]
- ماجستير «التغذية وتكنولوجيا الغذاء».[7]
- ماجستير «الأعمال الزراعية الربحية».[7]
- ماجستير «إدارة إنتاج وتطوير المنتجات الغذائية».[8]
- دكتوراه «كيمياء الأغذية».[8]

### تخصصات دائرة الطب البيطري
- بكالوريوس «الطب البيطري».[6][7]
- ماجستير «الطب البيطري».[8]

## المرافق

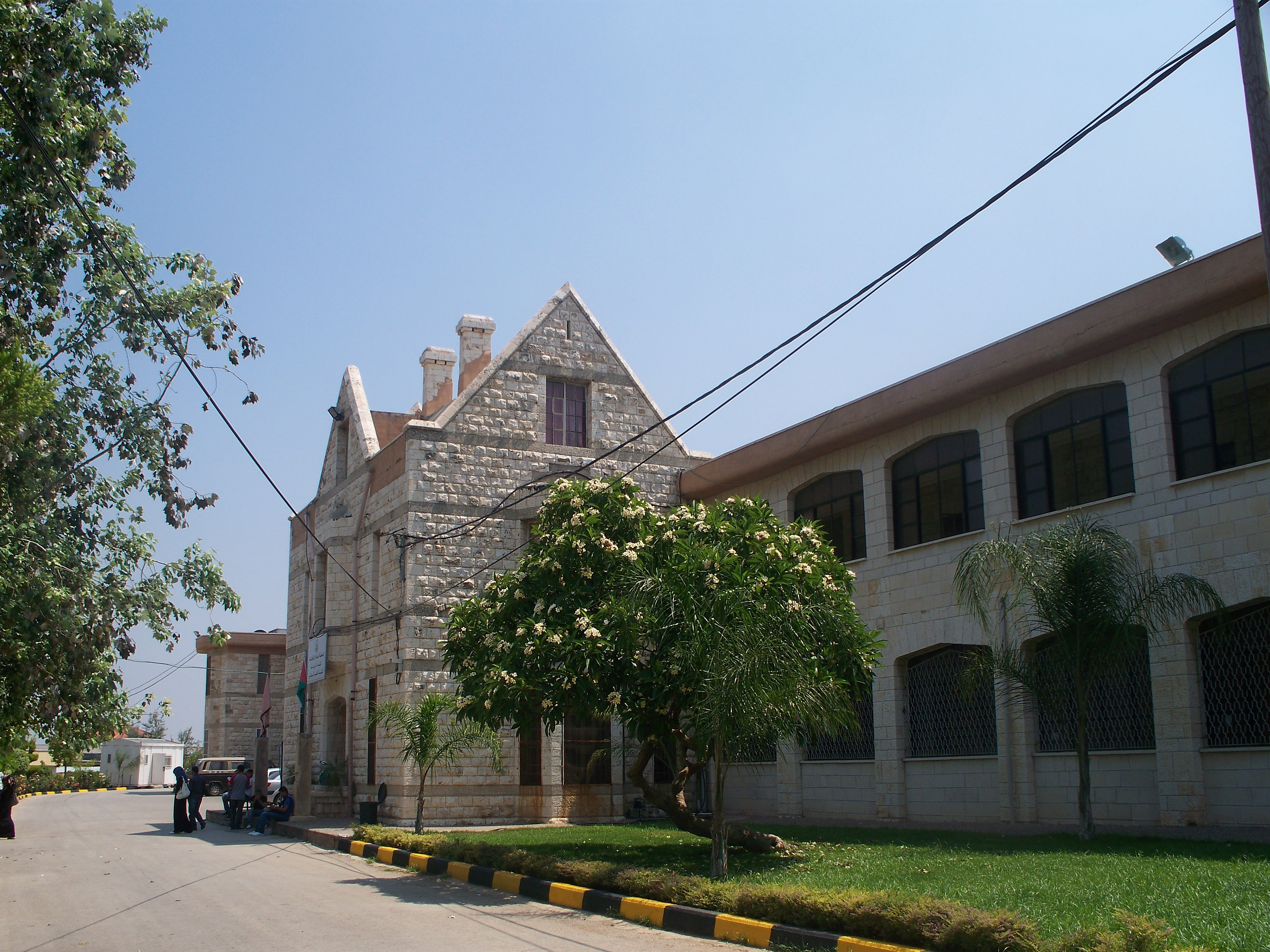
كلية الزراعة والطب البيطري اليوم

تضم كلية الزراعة والطب البيطري مرافق عدة، منها:
- المباني التدريسية.
- الساحات.
- الكافتيريا.

### المراكز
- مركز الصحة البيطرية وعلاج الحيوانات.[9]
- العيادة البيطرية الاستشارية، والتي افتتحت عام 2000.[10]
- مركز ومصنع الألبان، والذي افتتح بتاريخ 25 مايو 2005.[11]

### المزراع
- البساتين والمزراع والحقول والمشاتل والدفيئات.[12]
- مزارع الأبقار والأغنام والأرانب والدجاج والخيول والمنحل.[13]
- مزارع الأسماك.[14]

### المختبرات
- مختبر الأدوية والسموم والكيمياء.[15]
- مختبر التغذية والتصنيع الغذائي.[16]
- مختبر الفيروسات والمناعة.[17]
- مختبر البحث العلمي ووحدة تحضير الأنسجة.[18]
- مختبر زراعة الأنسجة النباتية.[19]
- مختبر التشريح والأنسجة.[20]
- مختبر تحليل الأعلاف وصحة الحليب.[21]
- مختبر الحاضنة النباتية.[22]
- مختبر الطفيليات.[23]
- مختبر الجراثيم.[24]
- مختبر وقاية النبات.[25]

## وصلات خارجية
- الموقع الإلكتروني الرسمي للكلية.